# Matthias Clausen (Theologe)
Matthias Clausen (* 1972) ist ein deutscher evangelischer Theologe und Buchautor. Er ist Theologischer Referent des Instituts für Glaube und Wissenschaft in Marburg sowie Professor für Evangelisation und Apologetik an der Evangelischen Hochschule Tabor.

## Leben
Clausen studierte Evangelische Theologie in Wuppertal, Heidelberg und in London. 1999 erwarb er den Master of Arts in Systematischer Theologie. 2000 schloss er sein Studium mit dem Ersten Theologischen Examen ab. 2000 bis 2004 war er Regionalreferent der Hochschul-SMD der Studentenmission in Deutschland, danach absolvierte er das Vikariat in Essen. 2006 machte er sein Zweites Theologisches Examen. 2006 war er Mitglied der deutschen Delegation beim „Younger Leaders’ Gathering“ der Lausanner Bewegung in Kuala Lumpur. Im gleichen Jahr wurde er wissenschaftlicher Mitarbeiter am Institut zur Erforschung von Evangelisation und Gemeindeentwicklung (IEEG) in Greifswald, das von Michael Herbst geleitet wird. 2009 promovierte er in Theologie, und 2010 war er Mitglied der deutschen Delegation beim dritten Lausanne Kongress für Weltevangelisation in Kapstadt. Von 2009 bis 2016 war er mit einer halben Stelle auch als Hochschulevangelist der SMD tätig. 2013 trat er mit einer halben Stelle die Karl Heim-Professur für Evangelisation und Apologetik an der Evangelischen Hochschule Tabor in Marburg an. Clausens Forschungs- und Tätigkeitsgebiete sind evangelistische Homiletik, Erkenntnistheorie und Apologetik und Evangelisation in der Postmoderne. Seit Oktober 2016 ist Clausen zudem Theologischer Referent des Instituts für Glaube und Wissenschaft in Marburg.
Matthias Clausen war Redner bei der Evangelisationsbewegung ProChrist live. 2011 war er Redner bei JesusHouse.

## Privates
Matthias Clausen ist verheiratet mit seiner Ehefrau Karen. Das Paar hat drei Kinder und wohnt in Marburg.

## Veröffentlichungen
- Evangelistisch Predigen. Grundlagen und Praxis einladender Verkündigung, Brunnen Verlag (Gießen), 2023, ISBN/EAN: 9783765595837
- Warum ich trotzdem Christ bin. Ehrlich zweifeln, gerne glauben, Brunnen Verlag (Gießen), 2021, ISBN 978-3-7655-4371-5
- Ich denke, also bin ich hier falsch? Glauben für Auf- und Abgeklärte, Marburg 2016 (Neuauflage)
- Ich denke, also bin ich hier falsch? Glauben für Auf- und Abgeklärte. Gerth Medien, Asslar, 2011, ISBN 978-3-86591-588-7.
- David. Über Mut, Scheitern und Neuanfang im Glauben. Serendipity Bibel. Brunnen Verlag (Gießen), 2013, ISBN 978-3-7655-0796-0.
- Evangelisation, Erkenntnis und Sprache. Über-zeugend predigen unter nachmodernen Bedingungen. BEG 13, Neukirchner Theologie, Neukirchen-Vluyn, 2010. ISBN 978-3-7887-2445-0.

Als Mitautor
- mit Michael Herbst u. Thomas Schlegel: Alles auf Anfang. Missionarische Impulse für Kirche in nachkirchlicher Zeit. Neukirchener, Neukirchen-Vluyn 2013, ISBN 978-3-7887-2730-7.
- mit Michael Herbst: GottGegeben: Jesus kennen und mich selbst verstehen. Handbuch für Kleingruppen. Emmaus, Aussaat-Verlag, Neukirchen-Vluyn 2012, ISBN 978-3-7615-5970-3.
- mit Michael Herbst: Knackpunkte. Antworten auf harte Fragen. Gerth Medien, Asslar, 2010. ISBN 978-3-86591-425-5.
- mit Michael Herbst u. Ulf Harder: Emmaus 2.0 – der neue Basiskurs. Neukirchener Verlagsgesellschaft, Neukirchen-Vluyn, 2008, ISBN 978-3-7615-5565-1.

Übersetzungen
- Nick Pollard: Von Jesus reden: Evangelisieren ein bisschen einfacher gemacht. Verlag der Francke-Buchhandlung, Marburg, 2010. ISBN 978-3-86827-056-3 (Mit Andrea Wegener).
- John Finney: To Germany with Love. Die Evangelische Kirche in Deutschland aus der Sicht eines Anglikaners. Mit weiteren Beiträgen von Matthias Clausen, Michael Herbst und Hans-Hermann Pompe, Neukirchen-Vluyn, Neukirchener (BEG praxis) 2011

Aufsätze
- Anderson, C.B., and B. L. McCormack (Hrsg.): Karl Barth and the Making of Evangelical Theology (Rezension), Theologische Literaturzeitung 141. Jahrgang / Heft 10, Oktober 2016, 1109–1110.
- Reformatorische Identität praktisch, in: Perspektiven. Impulse für den missionarischen Gemeindeaufbau (Missionarische Dienste der Ev. Landeskirche in Württemberg), Nr. 70, Winter/Frühjahr 2016, 10–11
- Apologetik und Evangelisation, in: Christian Herrmann / Rolf Hille (Hrsg.): Verantwortlich glauben. Ein Themenbuch zur christlichen Apologetik, Nürnberg 2016, 325–336
- Machtlose Wahrheit? Wie man Pluralisten zum Glauben einlädt, in: Thorsten Dietz / Norbert Schmidt (Hrsg.): Wort, Wahrheit, Wirklichkeit. Beiträge zum Gespräch mit Heinzpeter Hempelmann, Gießen 2015, 214–227
- Brauchen wir eine neue Apologetik? in: Tobias Faix / Martin Hofmann / Tobias Künkler (Hg.) Warum wir mündig glauben dürfen. Wege zu einem widerstandsfähigen Glaubensleben, Witten 2015, 71–79
- Auf- und abgeklärt. Zur Praxis der Evangelisation in der Postmoderne, in: SMD-Transparent 3/2015, 9–11
- Bekennen und Bekenntnis im Kontext säkularer Gesellschaft, in: Thomas Kuhn (Hrsg.): Bekennen – Bekenntnis – Bekenntnisse. Interdisziplinäre Zugänge (GThF 22), Leipzig 2014, 247–261
- Evangelisationsveranstaltungen und Konversion – eine freundliche Erwiderung auf Anna-Konstanze Schröder, in: Theologische Beiträge 12-6, 381–393
- Zum Beispiel Großstädte: Partnerschaftliche Mission in der Praxis, in: Michael Herbst / Birgit Winterhoff (Hrsg.): Von Lausanne nach Kapstadt. Der dritte Kongress für Weltevangelisation, Neukirchen-Vluyn, Neukirchener (BEG praxis), 2012, 163–167